# Gorobilje
Gorobilje è un villaggio nel comune di Požega, nella Serbia occidentale. Secondo il censimento del 2002, il villaggio ha una popolazione di 1 506 persone.